# Château de Lutzelbourg (Lutzelbourg)
Pour les articles homonymes, voir Château de Lutzelbourg.
Le château du Lutzelbourg est un château fondé par Pierre de Lutzelbourg au XIe siècle sur un promontoire rocheux dominant à 322 m d'altitude la vallée de la Zorn en France, à Lutzelbourg, Moselle.
Il fait l’objet d’un classement au titre des monuments historiques depuis février 1930.

## Historique
L'histoire du château prend naissance avec Pierre, le fils du comte Frédéric de Montbéliard, de très noble lignée puisque apparenté à la puissante maison de Savoie. À la mort de sa grand-mère, la marquise Adélaïde de Suse, en décembre 1091, il devient l'héritier du magraviat de Suse. Toutefois le titre est revendiqué par l'empereur Henri IV. Par obligation, Pierre doit alors s'établir sur ses terres ancestrales entre Philippsbourg et la vallée de la Zorn. Peu de sources mentionnent le nom de « Lutzelbourg », qui vient de Lutzel Burg signifiant « Petit Château », avant le XIIe siècle. Il n'apparait qu’en 1126 dans la notice de fondation du couvent de Saint-Jean-Saverne par le comte Pierre de Lutzelbourg. Pierre prit ce nom en entrant en possession du site.
Vers 1100, Pierre négocie l'échange du prieuré de Saint-Quirin avec le castel de Lutzelbourg à l'abbaye de Marmoutier en Alsace. Réginald sera le seul fils de l'union de Pierre et Ita, sa mort quelques jours après noël 1142 laisse le comté sans descendance. C'est le cousin de Pierre, l'évêque de Metz Étienne, qui en reçoit la souveraineté vers 1150 et en donne la garde aux premiers Seigneurs de Lutzelbourg.
Deux familles ont eu un rôle important dans l'histoire du château entre le XIIIe et le XIVe siècle : les seigneurs de Fénétrange et les Lutzelstein se partagent la possession du domaine et y imposent successivement leurs lois (droit de péage à Lutzelbourg par exemple). Ils sont évincés vers 1450 par les comtes Palatins lors de la conquête du château.
En 1523, Louis le Pacifique ordonne la destruction du château de Lutzelbourg pour stopper les convoitises de Franz de Sickingen.
En 1840, les ruines du château de Lutzelbourg ont été sauvées de la démolition par Adolf Germain, notaire à Phalsbourg car les propriétaires souhaitaient vendre les matériaux de la ruine aux entreprises qui construisaient la ligne de chemin de fer.
Après plusieurs ventes successives, Eugène Koeberlé, professeur de médecine à Strasbourg, racheta le site. Vers 1900, il décida de consolider les ruines, d'entreprendre des fouilles et édifia la salle néo-romane. En 1909, il publia à Strasbourg son ouvrage Les Ruines du château de Lutzelbourg où il rapporte ses découvertes et ses hypothèses.

## Description
La grande tour carrée, construite au XIIe siècle a une hauteur de 24 mètres et ses murs ont une épaisseur de 2,40 mètres. Elle fut construite par le comte Pierre de Lutzelbourg et son fils Reginald.
On accédait au château ceint d'un large fossé par un pont reposant sur une pile. On peut voir sur le linteau d'une porte un visage apotropaïque.

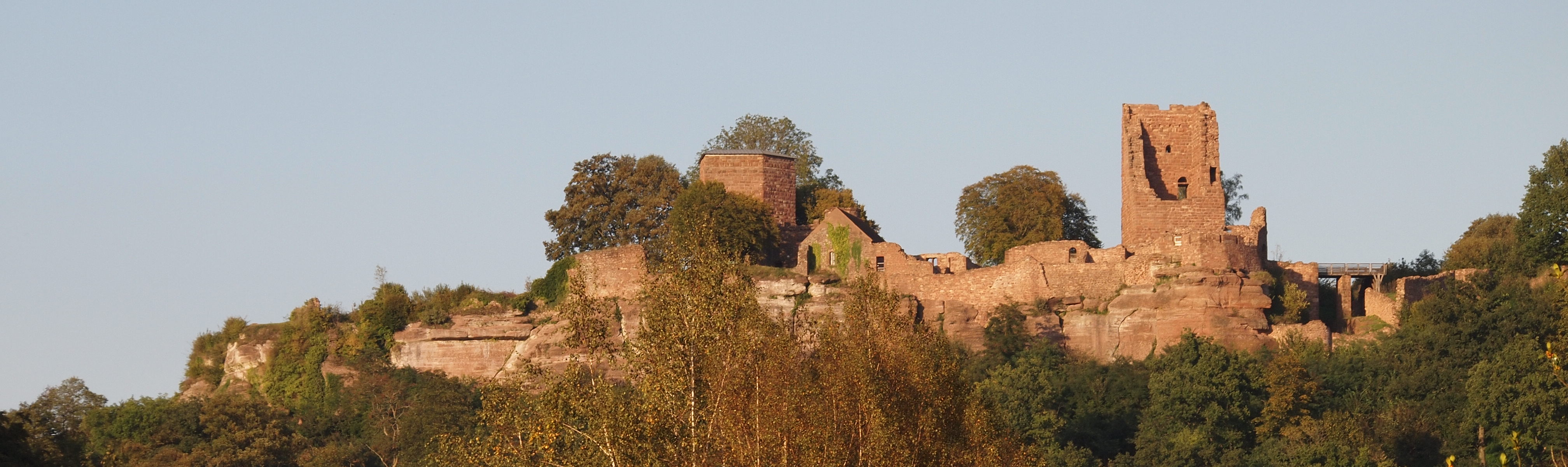
Vue panoramique du château de Lutzelbourg.

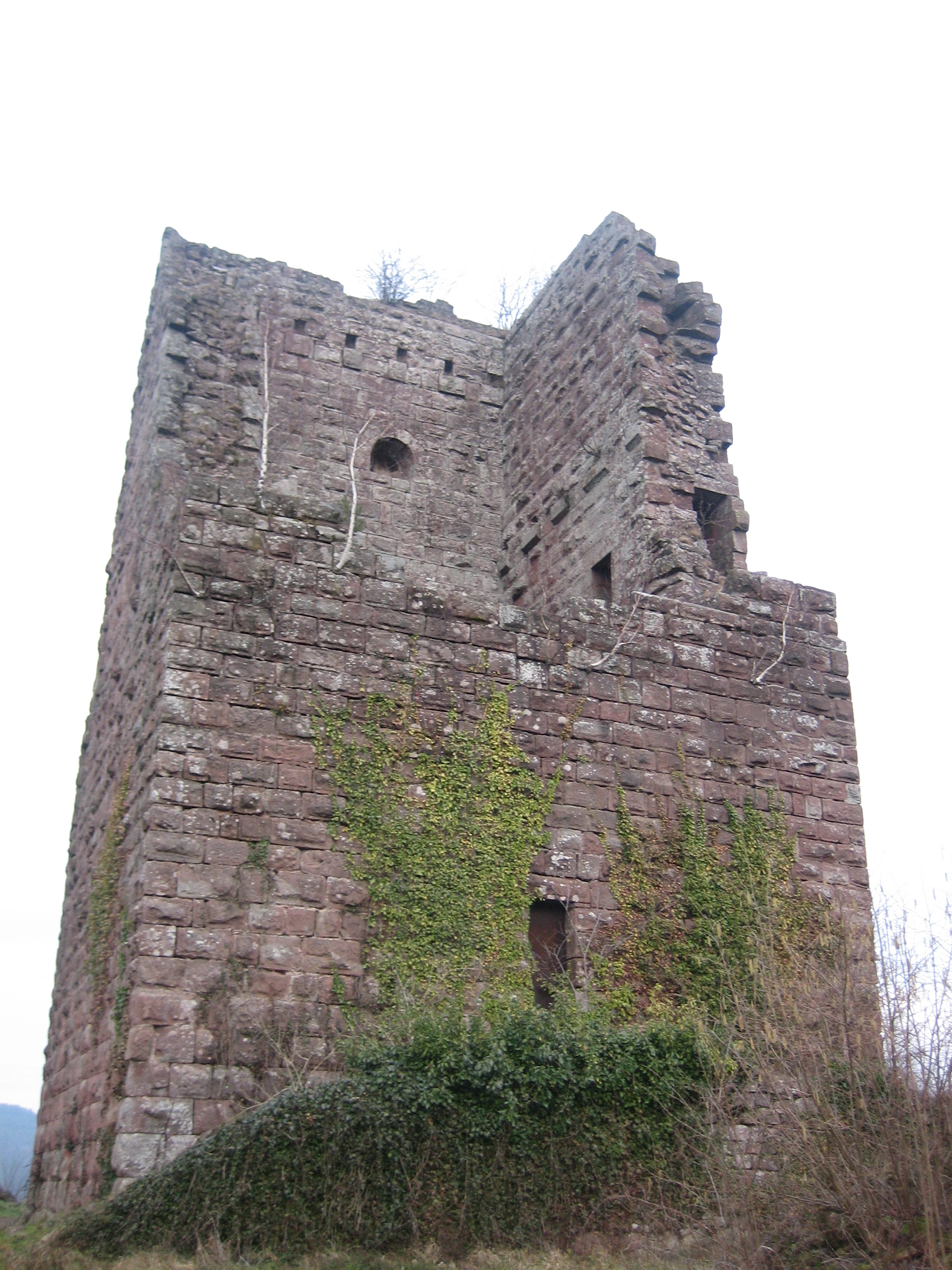
Grande tour carrée.
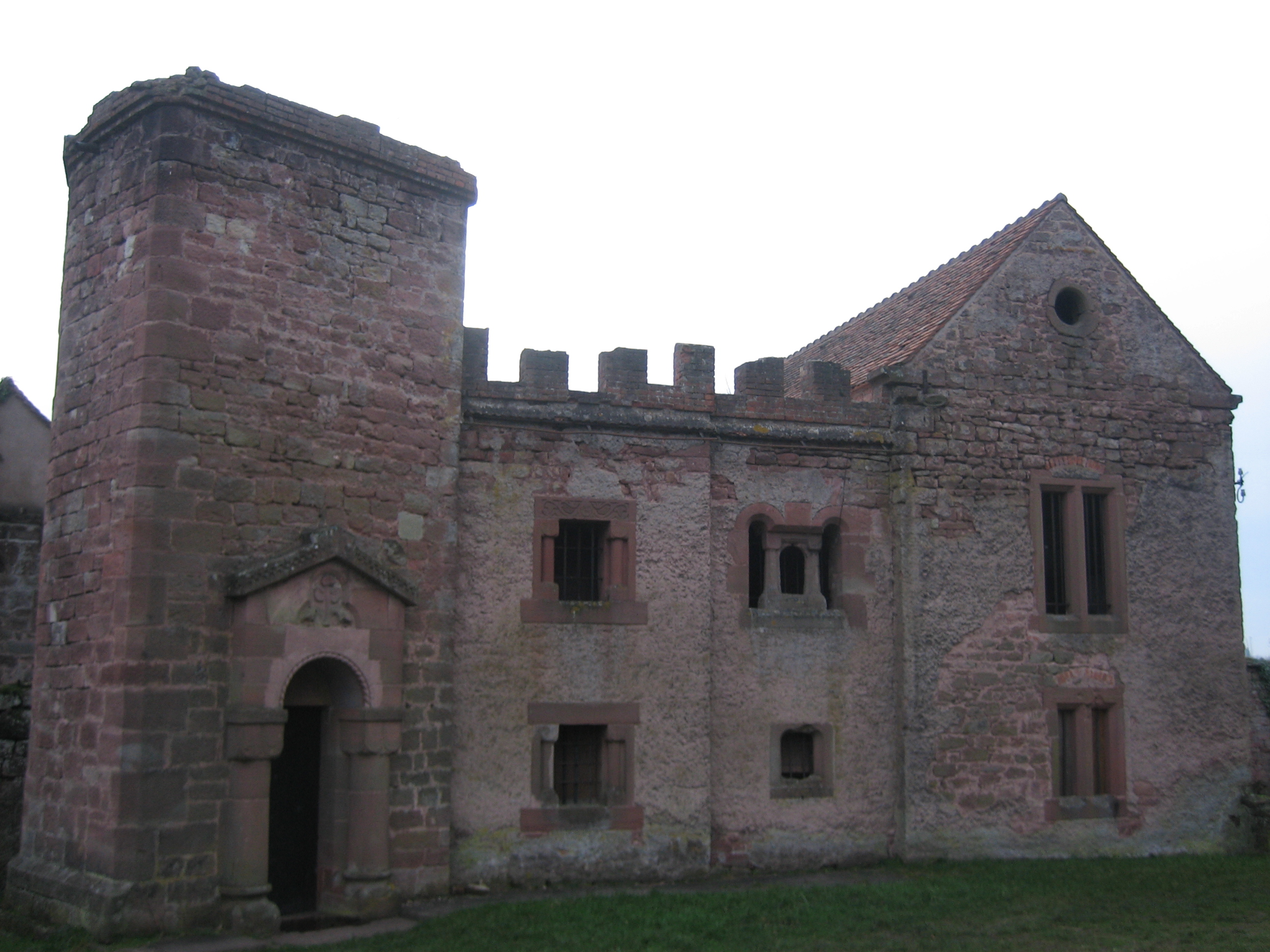
Façade avant de la chapelle.
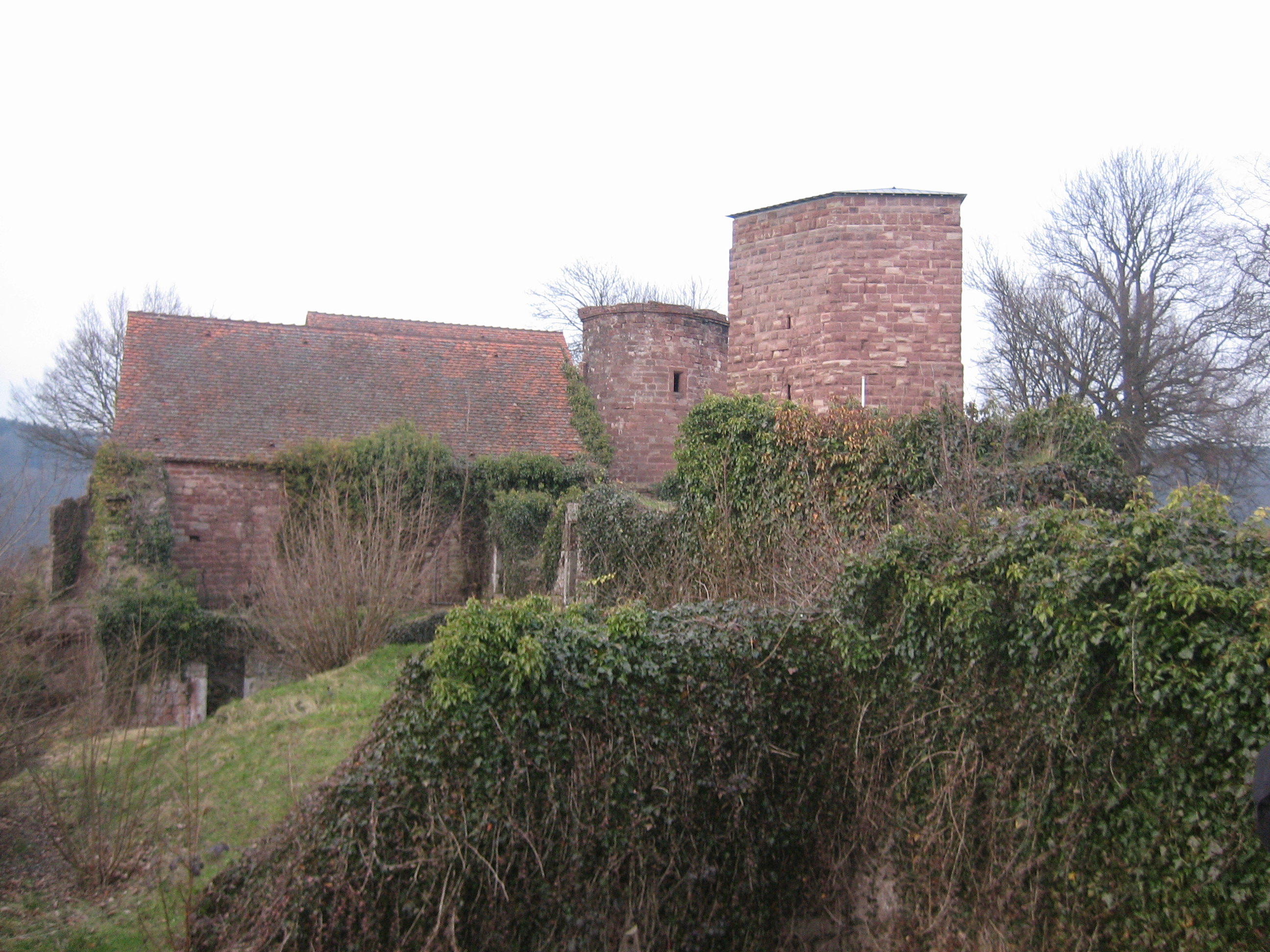
Chapelle vue de derrière.
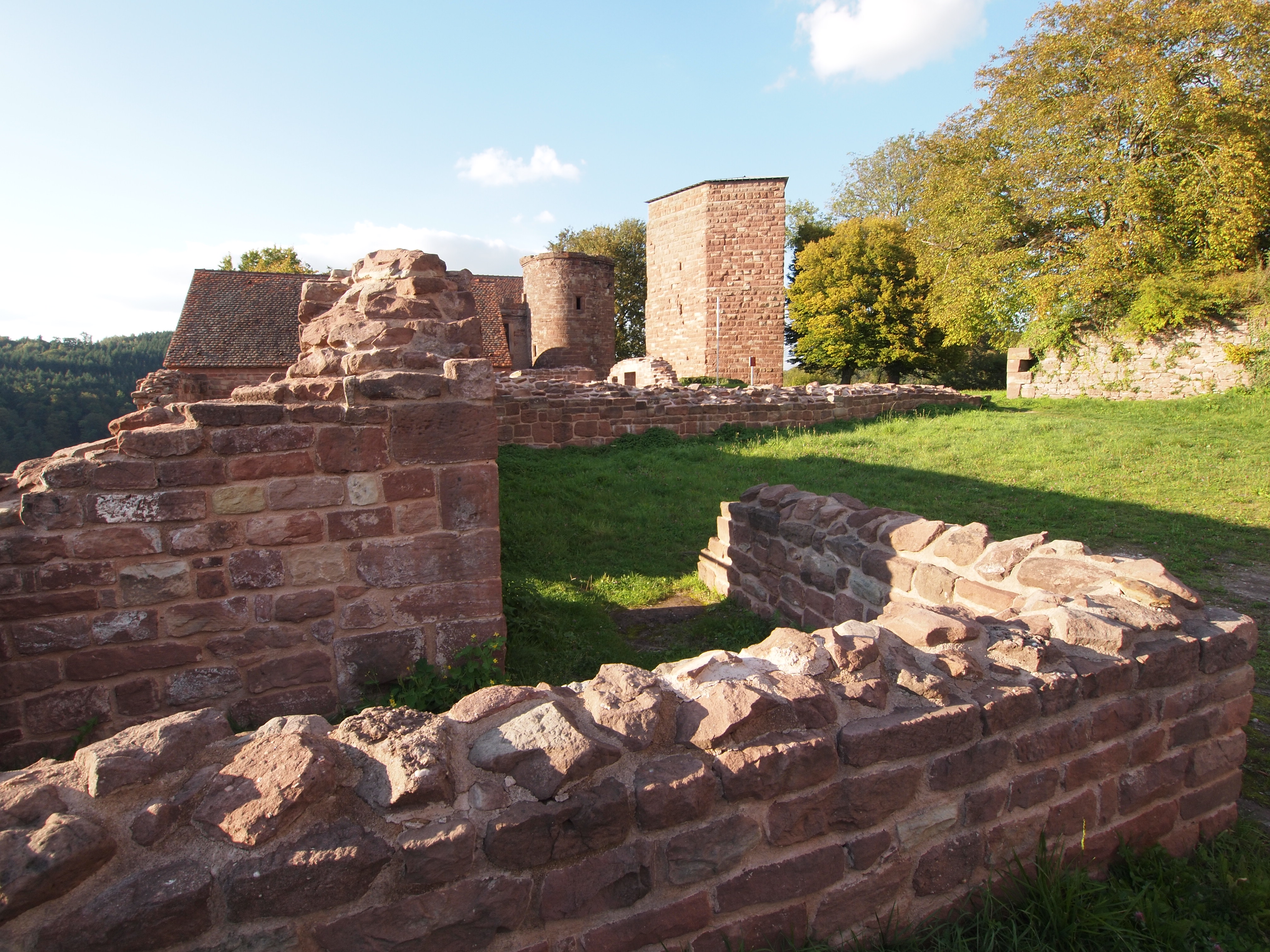
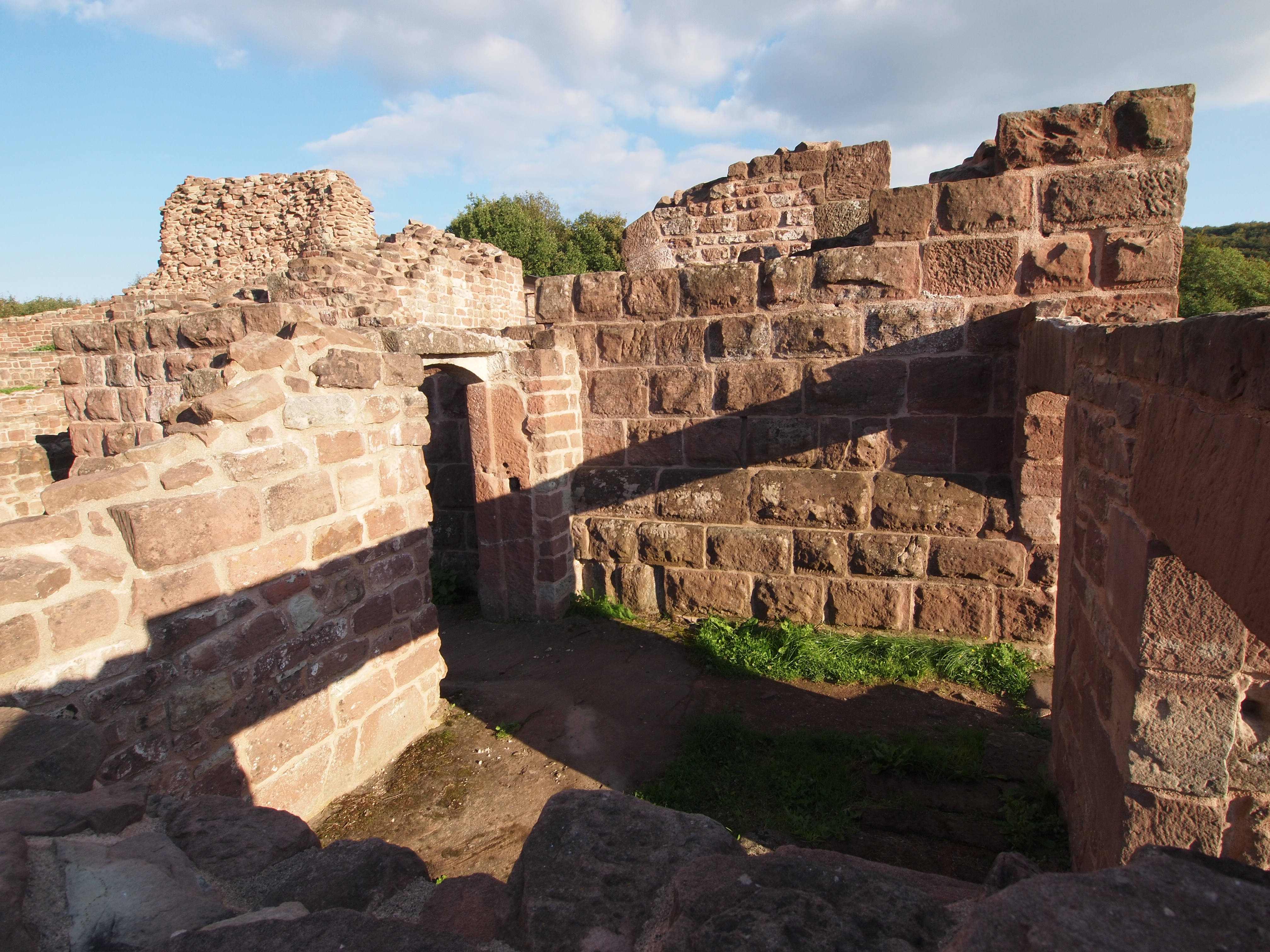
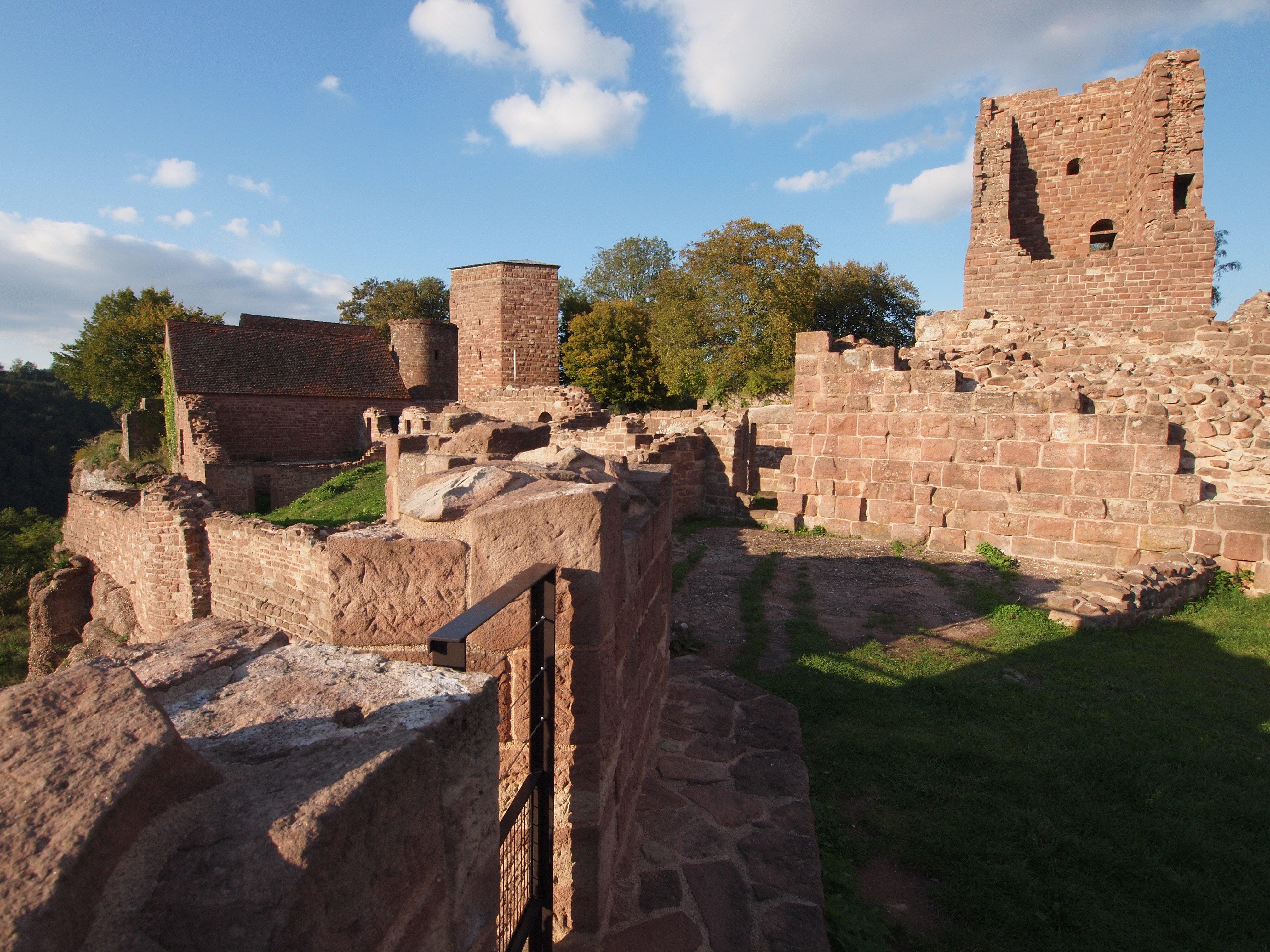
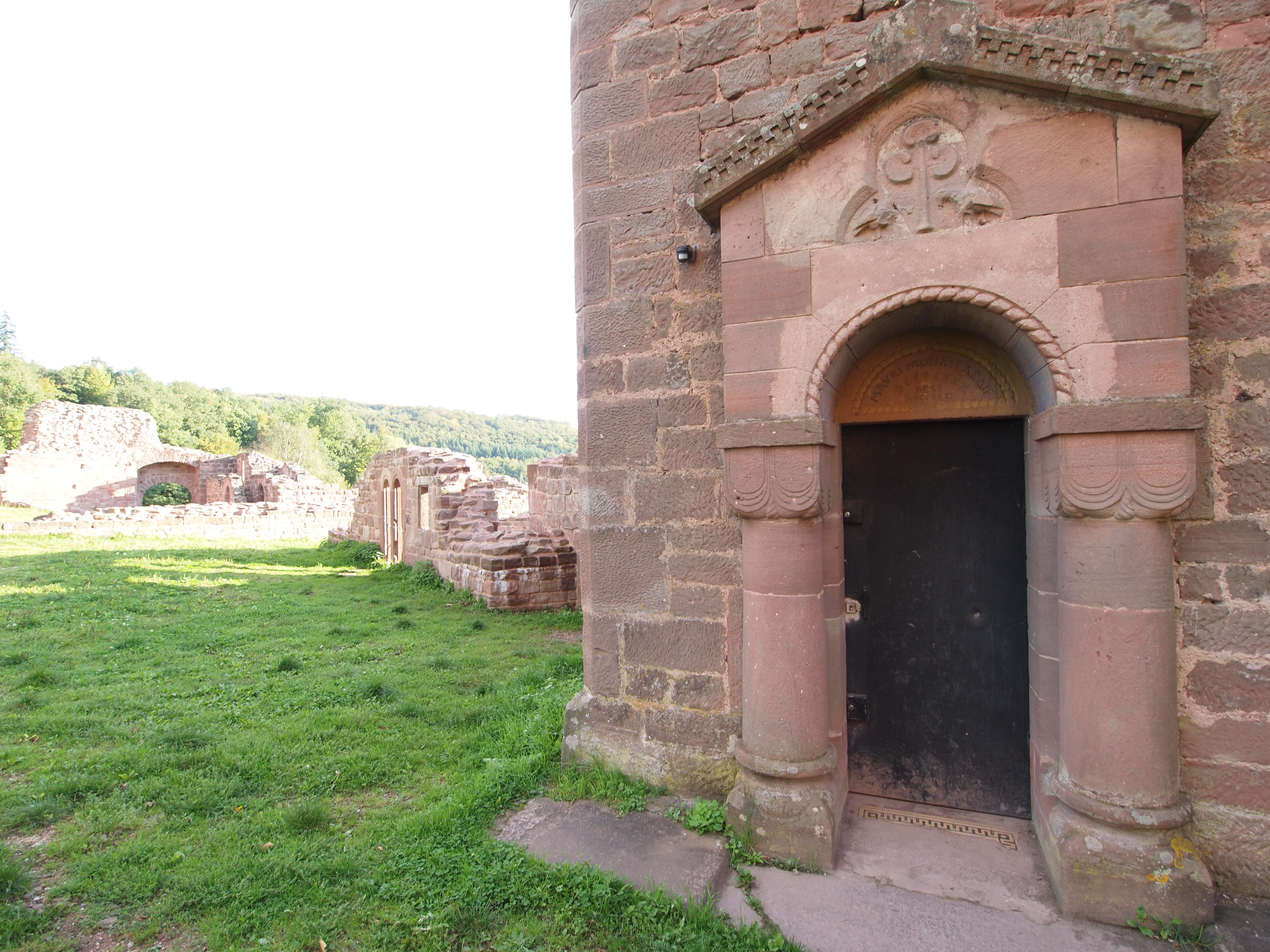
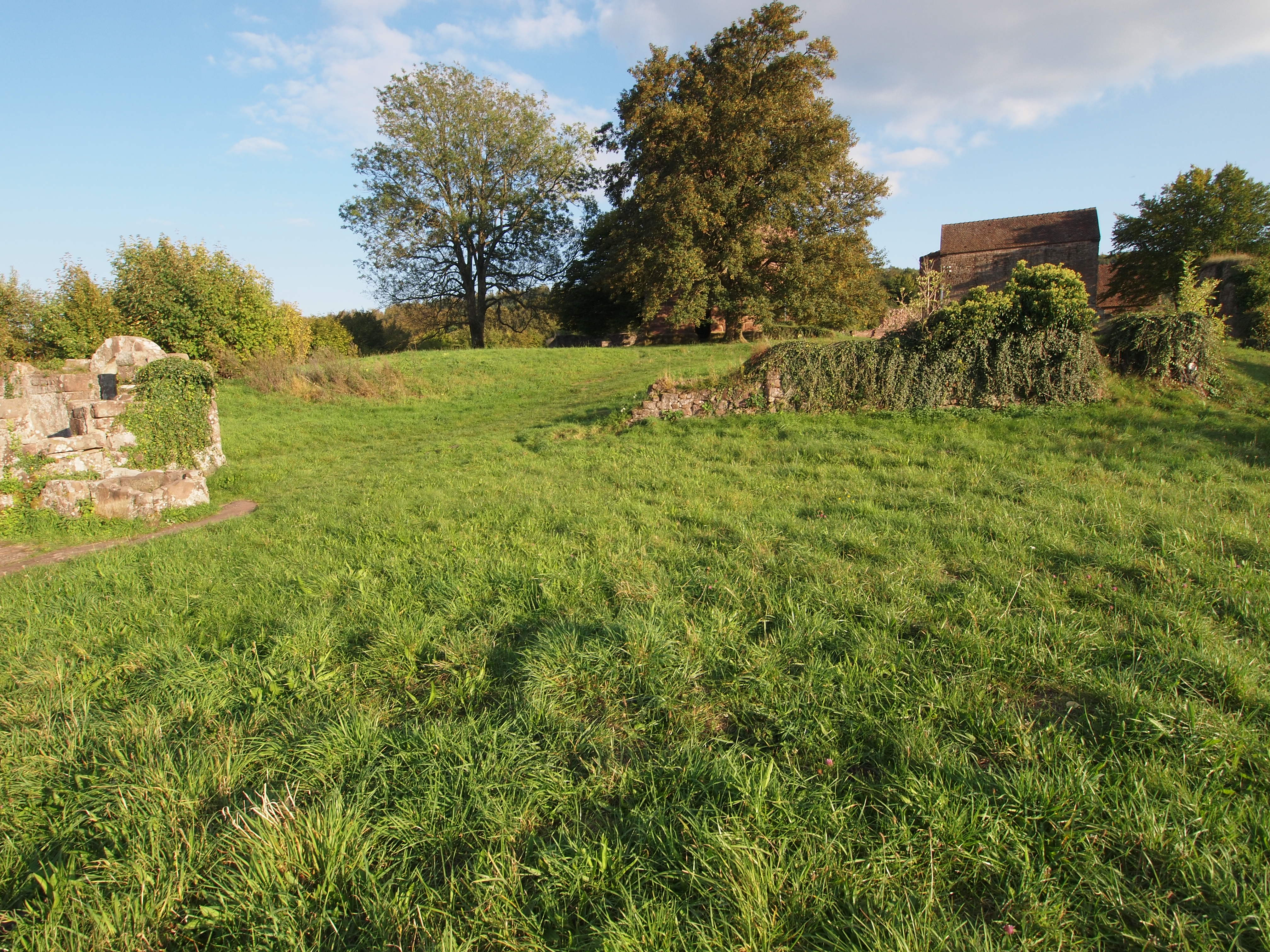
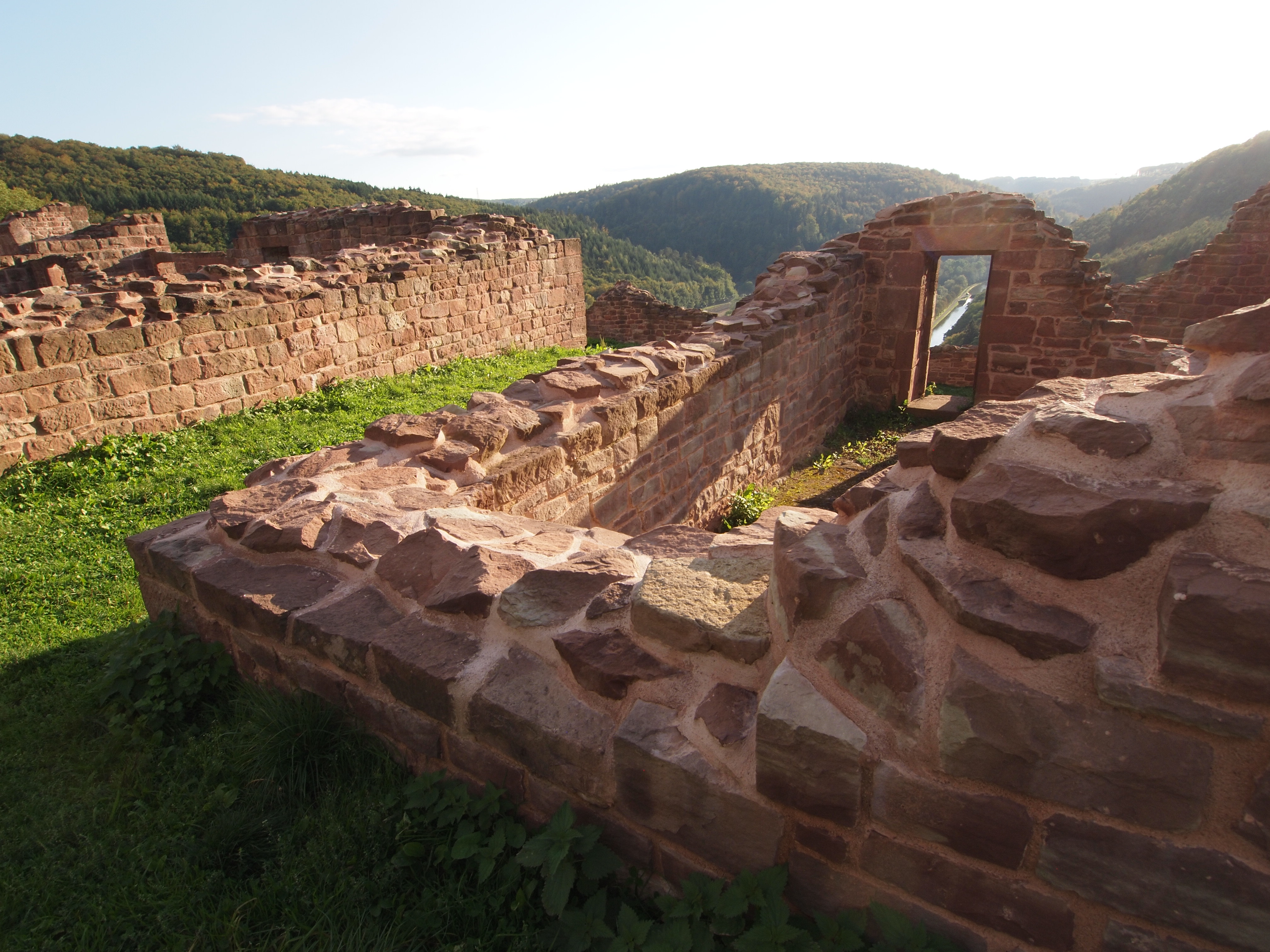